# 4月 (旧暦)
旧暦4月（きゅうれきしがつ）は、旧暦（太陰太陽暦）の年初から4番目の月である。
天保暦よりも前の定義では、小満を含む月を4月とする。新暦では4月下旬から6月上旬ごろに当たる。
4月の別名は卯月（）である。名前の由来は4月を参照のこと。異名は「孟夏（）」。
東洋の太陰太陽暦では月の日数である大小（大月30日、小月29日）が年により異なるため、4月29日までで4月30日は存在しない年もある。

## 卯月の日付
| 西暦         | 朔      | 晦      | 日数 |
| ------------ | ------- | ------- | ---- |
| 2008年       | 5月5日  | 6月3日  | 30日 |
| 2009年       | 4月25日 | 5月23日 | 29日 |
| 2010年       | 5月14日 | 6月11日 | 29日 |
| 2011年       | 5月3日  | 6月1日  | 30日 |
| 2012年       | 5月21日 | 6月19日 | 30日 |
| 2013年       | 5月10日 | 6月8日  | 30日 |
| 2014年       | 4月29日 | 5月28日 | 30日 |
| 2015年       | 5月18日 | 6月15日 | 29日 |
| 2016年       | 5月7日  | 6月4日  | 29日 |
| 2017年       | 4月26日 | 5月25日 | 30日 |
| 2018年       | 5月15日 | 6月13日 | 30日 |
| 2019年       | 5月5日  | 6月2日  | 29日 |
| 2020年       | 4月23日 | 5月22日 | 30日 |
| 2020年（閏） | 5月23日 | 6月20日 | 29日 |
| 2021年       | 5月12日 | 6月9日  | 29日 |
| 2022年       | 5月1日  | 5月29日 | 29日 |
| 2023年       | 5月20日 | 6月17日 | 29日 |
| 2024年       | 5月8日  | 6月5日  | 29日 |
| 2025年       | 4月28日 | 5月26日 | 29日 |
| 2026年       | 5月17日 | 6月14日 | 29日 |
| 2027年       | 5月6日  | 6月4日  | 30日 |
| 2028年       | 4月25日 | 5月23日 | 29日 |
| 2029年       | 5月13日 | 6月11日 | 30日 |
| 2030年       | 5月2日  | 5月31日 | 30日 |
| 2031年       | 5月21日 | 6月19日 | 30日 |